# Platysteira tonsa
El batis carunculado tordo (Platysteira tonsa) es una especie de ave paseriforme de la familia Platysteiridae propia de África Central.

## Distribución y hábitat
Se lo encuentra en Camerún, República Centroafricana, República del Congo, República Democrática del Congo, Costa de Marfil, Guinea Ecuatorial, Gabón y Nigeria. Sus hábitats naturales son los bosques bajos húmedos subtropicales o tropicales y los bosques montanos húmedos subtropicales o tropicales.